# Elvis Mashike Sukisa
Elvis Mashike Sukisa (* 6. červen 1994) je konžský fotbalový útočník, od října 2020 hráč klubu FK Viktoria Žižkov, kde je na hostování z Liberce.

## Klubová kariéra

### FC Slovan Galanta
Svou kariéru na trávnících slovenských a českých lig započal v třetiligovém FC Slovan Galanta. V první sezóně nastoupil do 6 ligových utkání, ve kterých vstřelil dvě branky.

### TJ Baník Ružiná
V březnu 2013 přišel do druholigového slovenského klubu TJ Baník Ružiná. Během čtyř měsíců nastoupil do sedmi ligových utkání, ve kterých ale branku nevstřelil.

#### ŠKF iClinic Sereď (hostování)
Hned v červenci stejného roku měnil působiště znovu, tentokrát odešel na hostování do třetiligového ŠKF iClinic Sereď. Po dobu jednoho roku dlouhého působení nastoupil do 18 ligových utkání, ve kterých vstřelil 7 branek. Jedno utkání bez vstřelené branky pak odehrál i v rámci národního poháru.

### MFK Lokomotíva Zvolen
V červenci 2014 přestoupil do druholigového Zvolenu. Do prvního týmu se ale nepropracoval a byl posílán na hostování.

#### FC ViOn Zlaté Moravce - Vráble (hostování)
Hned po týdnu působení ve Zvolenu odešel na půlroční hostování do prvoligového týmu FC ViOn Zlaté Moravce - Vráble. Za dobu svého hostování nastoupil do osmi ligových a jednoho pohárového utkání, v žádném z nich ale branku nevstřelil.

### FC Slovan Galanta
V únoru 2015 se vrátil do Galanty, kde působil již na začátku své kariéry na Slovensku. V novém působišti v rámci jednoho kalendářního roku nastoupil do 29 třetiligových zápasů, ve kterých se střelecky prosadil celkem 12krát.

### ŠKF iClinic Sereď
V únoru 2016 se vrátil do dalšího působiště, které už z dřívějška znal. Tentokrát už ale klub ze Seredi hrál druhou nejvyšší soutěž, do které v průběhu let postoupil. Sukisa v průběhu čtyř měsíčního působení nastoupil do 9 ligových zápasů, ve kterých vstřeil jednu branku.

### MFK Lokomotíva Zvolen
V červenci 2016 pak došlo k dalšímu návratu na známou adresu. V dresu druholigového týmu ze Zvolena už ale tentokrát dostal větší příležitost, když nastoupil do 16 ligových utkání, ve kterých vstřelil šest branek.

### FK Loko Vltavín
V lednu 2017 pak došlo k dalšímu přesunu, tentokrát už do České republiky. Na angažmá se domluvil v třetiligovém FK Loko Vltavín. Působil zde půl roku a za tu dobu stihl odehrát 17 ligových utkání, ve kterých vstřelil 13 branek.

### SK Dynamo České Budějovice
Jeho střelecká úspěšnost neušla pozornosti klubů z vyšších soutěží a tak se v červenci 2017 stěhoval Sukisa znovu, tentokrát do druholigových Českých Budějovic. Hned v první sezóně dostával pravidelný prostor v základní sestavě a stihl tak nastoupit do 27 ligových zápasů, ve kterých vstřelil 7 branek. Odehrál také jeden zápas v rámci MOL Cupu.

### FC Slovan Liberec
V červenci 2018 pak trvale přestoupil do prvoligového Liberce. V první sezóně si místo v sestavě "áčka" získával pozvolna, když odehrál celkem 13 ligových utkání. Nastoupil také do 1 zápasu MOL Cupu. Ve všech uvedených kláních vstřelil jednu branku, kterou vstřelil v ligovém utkání proti Bohemians Praha 1905.
Postupně dostával šancí méně a méně a chodil po hostováních, případně nastupoval za třetiligovou rezervu. K 29. květnu 2021 nastoupil za prvoligový tým do 18 ligových a jednoho pohárového utkání, ve kterých vstřelil jednu branku. Za rezervní tým odehrál 9 utkání s 5 vstřelenými brankami.

#### FK Viktoria Žižkov (hostování)
V únoru 2019 odešel na první hostování z Liberce do druholigového Žižkova. Stihl nastoupit do 14 ligových utkání, ve kterých vstřelil 4 branky.

#### FK Slavoj Vyšehrad (hostování)
V srpnu 2019 odešel na další půlroční hostování, tentokrát do týmu Vyšehradu, který také hrál druhou nejvyšší soutěž. V jeho dresu odehrál 9 ligových a jeden pohárový zápas, ve kterých ale branku nevstřelil.

#### FK Viktoria Žižkov (hostování)
V říjnu 2020 byl pak Libercem uvolněn na další hostování, kdy se vrátil na Žižkov. K 29. květnu 2021 odehrál 18 ligových a jeden pohárový zápas, ve kterých vstřelil 6 branek.

## Klubové statistiky
- aktuální k 29. květen 2021

| Tým                            | Sezona            | Liga   | Liga   | Pohár  | Pohár  | Evropské poháry | Evropské poháry |
| Tým                            | Sezona            | Zápasy | Branky | Zápasy | Branky | Zápasy          | Branky          |
| ------------------------------ | ----------------- | ------ | ------ | ------ | ------ | --------------- | --------------- |
| FC Slovan Galanta              | 2012/13 (3. liga) | 6      | 2      | -      | -      | -               | -               |
| TJ Baník Ružiná                | 2013/14 (2. liga) | 7      | 0      | -      | -      | -               | -               |
| ŠKF iClinic Sereď              | 2013/14 (3. liga) | 18     | 7      | 1      | 0      | -               | -               |
| FC ViOn Zlaté Moravce - Vráble | 2014/15           | 8      | 0      | 1      | 0      | -               | -               |
| FC Slovan Galanta              | 2015/16 (3. liga) | 29     | 12     | -      | -      | -               | -               |
| ŠKF iClinic Sereď              | 2015/16 (2. liga) | 9      | 1      | -      | -      | -               | -               |
| MFK Lokomotíva Zvolen          | 2016/17 (2. liga) | 16     | 6      | 0      | 0      | -               | -               |
| FK Loko Vltavín                | 2016/17 (3. liga) | 17     | 13     | -      | -      | -               | -               |
| SK Dynamo České Budějovice     | 2017/18 (2. liga) | 27     | 7      | 1      | 0      | -               | -               |
| FC Slovan Liberec              | 2018/19           | 13     | 1      | 1      | 0      | -               | -               |
| FK Viktoria Žižkov             | 2018/19 (2. liga) | 14     | 4      | -      | -      | -               | -               |
| FK Slavoj Vyšehrad             | 2019/20 (2. liga) | 9      | 0      | 1      | 0      | -               | -               |
| FC Slovan Liberec B            | 2019/20 (3. liga) | 4      | 0      | -      | -      | -               | -               |
| FC Slovan Liberec              | 2019/20           | 5      | 0      | 0      | 0      | -               | -               |
| FC Slovan Liberec B            | 2020/21 (3. liga) | 5      | 5      | -      | -      | -               | -               |
| FK Viktoria Žižkov             | 2020/21 (2. liga) | 18     | 6      | 1      | 0      | -               | -               |
| Celkem                         | Celkem            | 205    | 64     | 6      | 0      | 0               | 0               |